# Cristoforo Majorana
Cristoforo Majorana est un enlumineur actif à Naples entre 1480 et 1494.

## Biographie

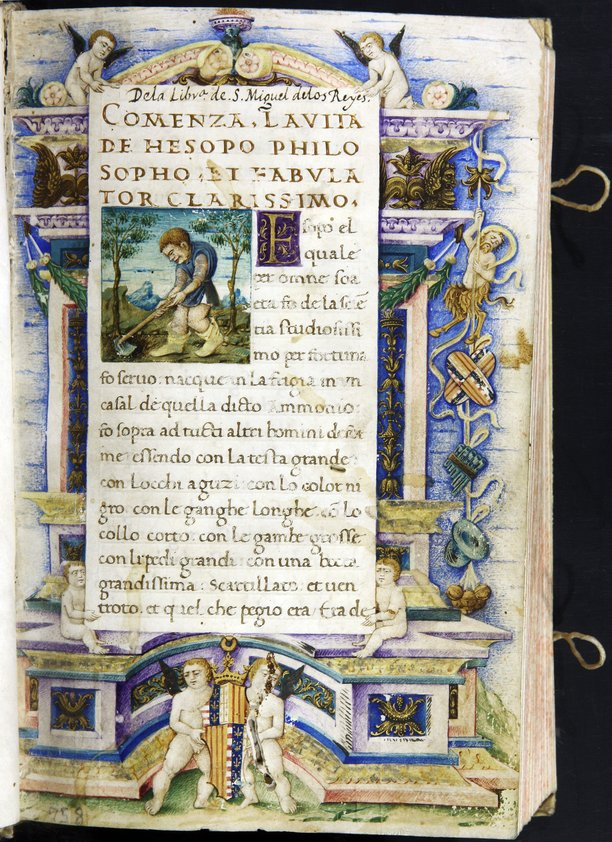
Vie et fables d'Esope, manuscrit documenté de Cristoforo Majorana.

Les dates de naissance et de mort de cet artiste sont inconnues. Il a probablement été formé dans l'atelier d'un autre enlumineur napolitain, Cola Rapicano avec qui il collabore à plusieurs occasions. Il a été identifié grâce à deux mentions dans les archives des comptes des rois d'Aragon à Naples. Le 13 octobre 1480, il est payé pour l'enluminure d'un manuscrit des Commentaires sur les psaumes de saint Augustin. Il est de nouveau rémunéré le 14 février 1481 pour un manuscrit contenant les Fables d'Ésope. Les deux manuscrits étant encore conservés, ils ont permis d'établir le style de l'artiste et de reconnaitre sa main dans d'autres manuscrits.

## Style
Son style se caractérise par une maitrise du style de l'enluminure de la Renaissance à l'antique, avec des frontispices d'ouvrages fait d'architectures classiques et de putti. Il s'inspire pour cela de manuscrits faits à Padoue ou à Rome où il a pu voyager. Il reprend des modèles de Gaspare de Padoue ou de Giovanni Todeschino dont il simplifie les formes. Il reprend aussi les lettrines à facettes avec des satyrs, comme le fait l'enlumineur romain, le Maître du Pline de Londres. Son style est proche de celui de son maître Cola Rapicano tout en s'en distinguant par des personnages de vieillards à la barbe vaporeuse et aux joues pincées.

## Œuvres

### Auteurs antiques
- Œuvres de Virgile, écrit et décoration entamée à Milan vers 1450 par le Maître d'Ippolita Sforza et achevé à Naples par Majorana vers 1472, Bibliothèque Historique de l'Université de Valence, Ms.768[3]
- Histoire naturelle de Pline l'Ancien, vers 1470-1480, par Cola Rapicano et Majorana, BHUV, Ms.691[4]
- Œuvres de Virgile, pour Giovanni d'Aragona, 3 frontispices et 87 miniatures, en collaboration avec Cola Rapicano, bibliothèque de l'Escorial, Ms.S.II.19
- Œuvres de Virgile, Walters Art Museum, Baltimore, W.400[5]
- Commentarii in Somnium Scipionis (Commentaire au Songe de Scipion) de Macrobe, vers 1472, BHUV, Ms.55[6]
- De bello Peloponnesiaco (La Guerre du Péloponnèse) de Thucydide, 1475, BHUV, Ms.379[7]
- De rerum natura de Lucrèce, avec les armes d'Andrea Matteo Acquaviva (en), vers 1476, Bibliothèque apostolique vaticane, Barb.Lat.154[8]
- Expositio Psalmorum Davidis (commentaires sur les psaumes) de saint Augustin, pour Ferdinand Ier de Naples, 1480, British Library, Add.14779-14782[9]
- Vita e favole di Esopo (vie et fables d'Esope), 1481, Bibliothèque Historique de l'Université de Valence, Ms.758[10]
- Lucii Annei Senecae Tragediarum liber (tragédies de Sénèque), 1484, BHUV, Ms.51[11]
- Énéide de Virgile, Biblioteca nazionale Vittorio Emanuele III, IV.E.25
- Œuvres de Salluste pour Andrea Matteo Acquaviva, Bibliothèque municipale de Besançon, Ms.842[12]
- Œuvres de Tertullien, pour Andrea Matteo Acquaviva, bibliothèque de l'Université de Leyde, Ms. BPL2
- Histoires contre les païens d'Orose, pour Andrea Matteo Acquaviva, bibliothèque de l'université de Leyde, Ms. In de Betouw. I
- Œuvres de Virgile, pour Andrea Matteo Acquaviva, vers 1480-1492 bibliothèque de l'université de Leyde, Ms. BLP 6B[13]
- Géographie de Claude Ptolémée, pour Andrea Matteo Acquaviva, avec un collaborateur, vers 1490, saisi à Naples par les troupes de Charles VIII de France, Bibliothèque nationale de France, Lat.10764[14]
- Contra Faustum de saint Augustin, pour Giovanni d'Aragona, ancienne collection Georges d'Amboise, BNF, Latin 2082[15]
- De Orationes, Cicéron, ancienne collection d'Amboise, BNF, Latin 7774(1-2)[16]

### Livres religieux
- Bréviaire pour Ferdinand Ier de Naples, vers 1467, par l'atelier de Cola Rapicano avec la participation de Majorana, BHUV, Ms.890[17]
- Livre d'heures, vers 1475, Fitzwilliam Museum, Cambridge, Ms.McClean67
- Livre d'heures pour un commanditaire inconnu, 19 lettrines historiées, en collaboration avec Cola Rapicano, 1477, British Library, Yates Thompson Ms.6[18]
- Livre d'heures de Lorenzo Strozzi (1430-1479), vers 1478, Fitzwilliam Museum, Ms.153
- livre d’heures pour un commanditaire napolitain anonyme, 2 miniatures (f.176v et 179) en collaboration avec Giovanni Todeschino et Nardo Rapicano, 1483, Morgan Library and Museum, New York, M.1052[19]
- Livre d’heures de Pascasio Diaz Garlon en collaboration avec Nardo Rapicano, vers 1485-1490, Biblioteca nazionale Vittorio Emanuele III, ms. I.B.26
- Livre d'heures, vers 1490, Bibliothèque de l'université de Cambridge, Add.Ms.4105
- Vespéral pour la chapelle royale de Ferdinand de Naples, vers 1491, BHUV, Ms.391[20]
- Collectarium, Biblioteca Comunale degli Intronati, Sienne, Ms. X.1.3.

### Auteurs médiévaux et de la Renaissance
- De obedientia De principe de Giovanni Pontano, vers 1475, BHUV, Ms.833[21]
- Seconde partie de la Somme théologique de Thomas d'Aquin, pour le cardinal Giovanni d'Aragona, vers 1484, BHUV, Ms.395[22]
- De principe De obediencia de Giovanni Pontano pour Alphonse de Calabre, BHUV, Ms.52[23]
- Moralia in Job de Grégoire le Grand, commencé en 1485 pour Giovanni d'Aragona par Gaspare de Padoue et achevé par Majorana et Giovanni Todeschino, ancienne collection Georges d'Amboise, BNF, Latin 2231(1-3)[24]
- Super Sententiarum, de Thomas d'Aquin, second volume copié par Venceslao Crispo, vers 1489, ancienne collection d'Amboise, bibliothèque municipale de Louviers, Ms.8[25],[26]
- Gesti del Famoso Hercule de Pietro Andrea Bassi, 17 miniatures inachevées, en collaboration avec Nardo Rapicano, musée du Louvre, 862 DR à 878 DR (MS III - Hercule)[27]
- Viridarium virtutum de Johannes Lopis de Valencia, enluminé pour le roi Ferdinand d'Aragon, 1 miniature, armoiries et initiales, 1504-1506, Musée Condé, Ms.300[28]

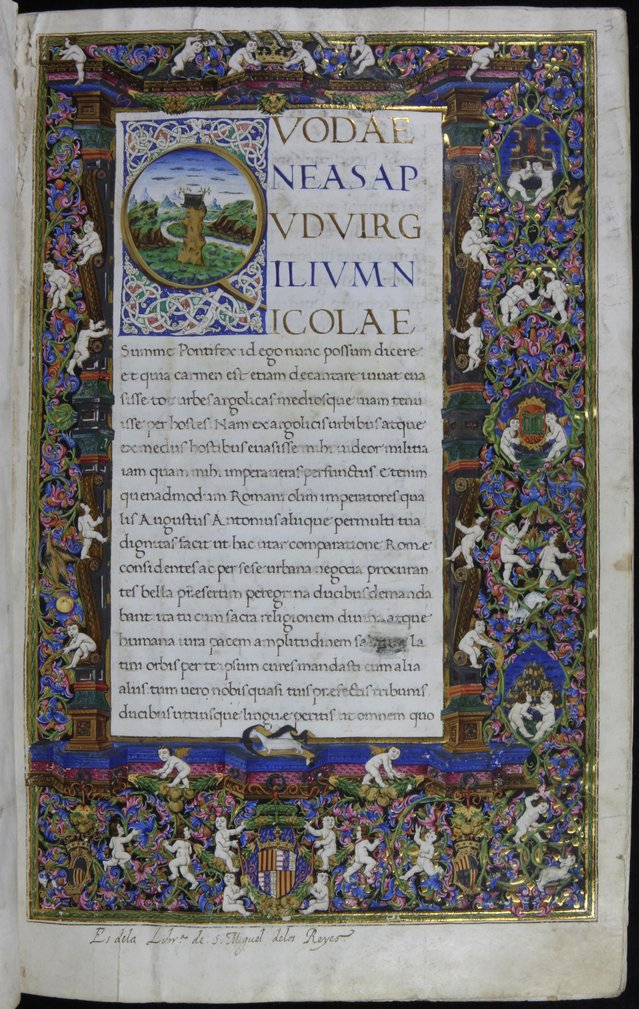
Manuscrit de Thucydide, Bibliothèque historique de Valence
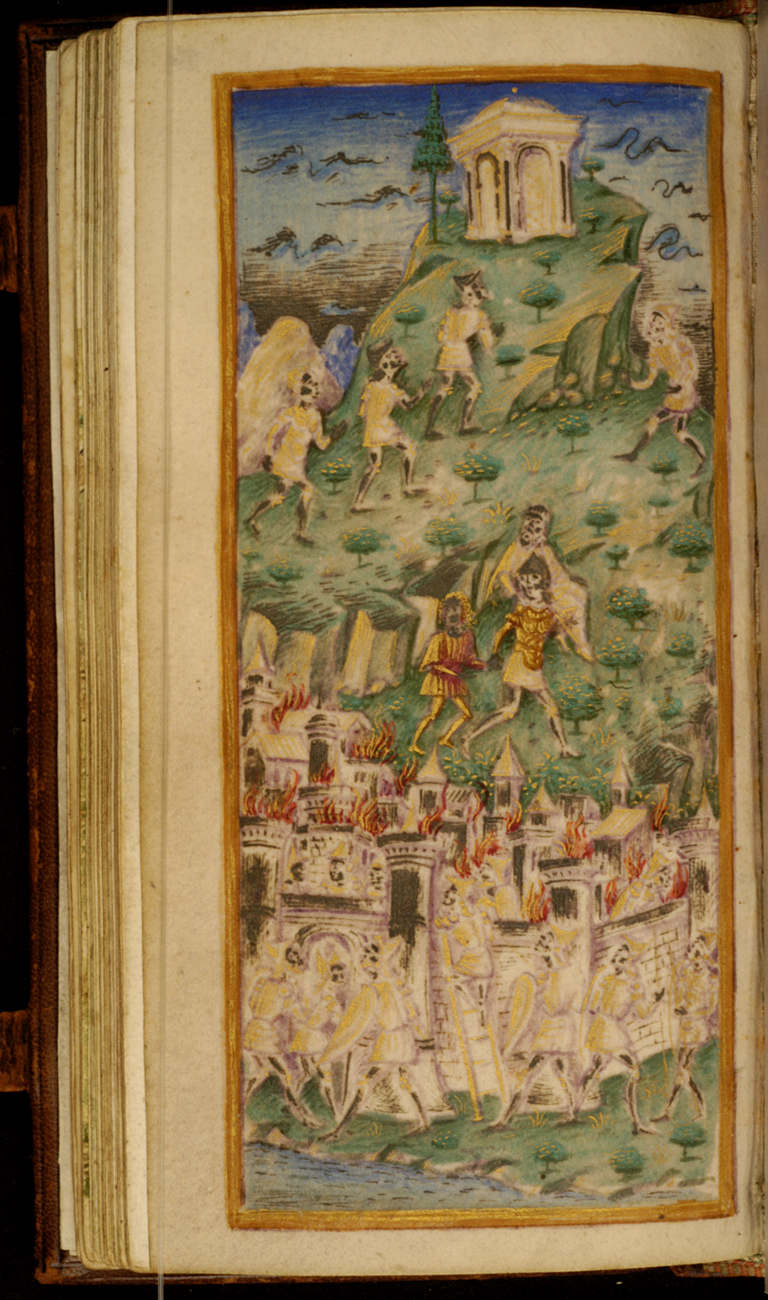
Page d'un manuscrit de Virgile, Walters Art Museum
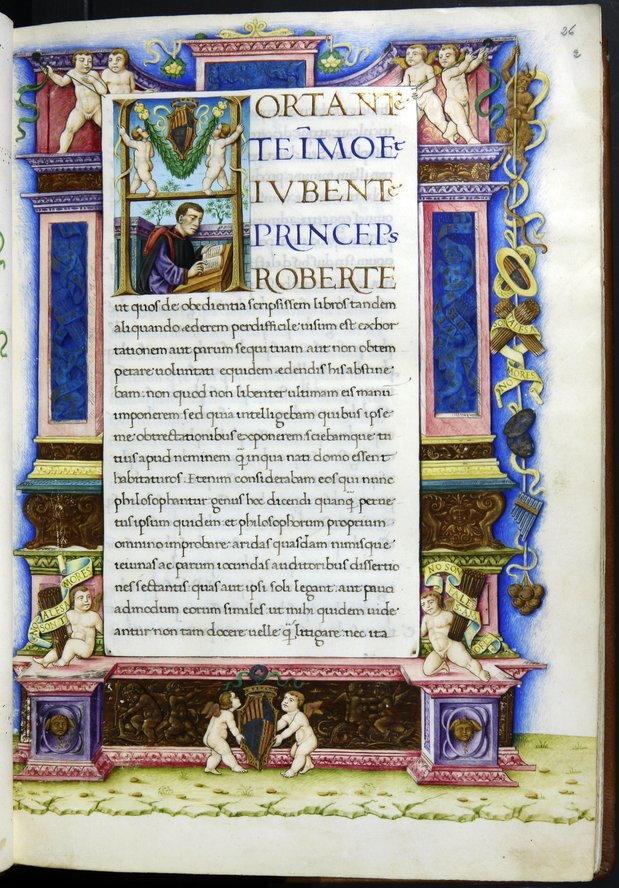
Livre de Giovanni Pontano pour Alphonse de Calabre, Bibliothèque historique de Valence
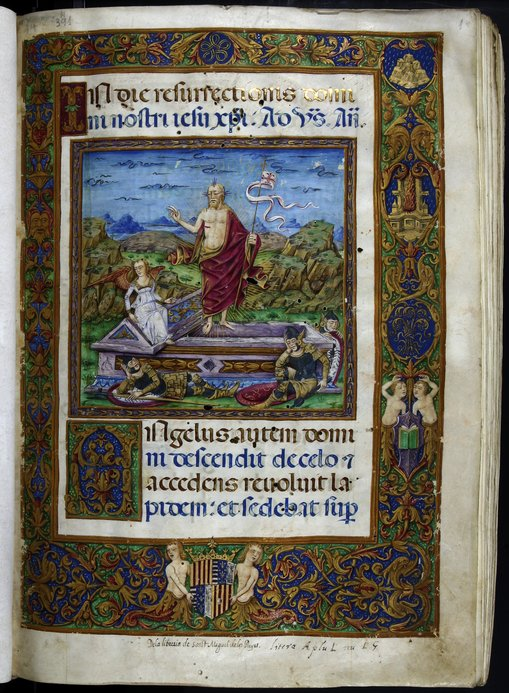
Vespéral pour le roi d'Aragon, Bibliothèque historique de Valence